# Chandrasekharania
Chandrasekharania  V.J.Nair, V.S.Ramach.& Sreek. é um género botânico pertencente à família Panicoideae, subfamília Panicoideae, tribo Arundinelleae.
O gênero apresenta uma única espécie. Ocorre nas regiões tropicais da Ásia.

## Espécie
- Chandrasekharania keralensis V. J. Nair, Ramachandran, Sreekumar